# Peucetia akwadaensis
Peucetia akwadaensis är en spindelart som beskrevs av Patel 1978. Peucetia akwadaensis ingår i släktet Peucetia och familjen lospindlar. Inga underarter finns listade i Catalogue of Life.